# قلغه‌تپه
قلغه‌تپه یکی از روستاهای توابع شهرستان بوکان در استان آذربایجان غربی ایران است.
این روستا از لحاظ تاریخی بسیار مهم و ارزشمند بوده و مورد توجه تاریخدانان قرار گرفته و به گفته بعضی از کارشناسان تمدنی چندین هزار ساله دارد. این روستا در فاصله ۴۵ کیلومتری غرب شهرستان بوکان در محور بوکان مهاباد قرار دارد. روستاهای حومهٔ آن شمال:کانی رش، جنوب: قادرآباد، شرق: باغچه، و غرب: آچی دره هستند. کوهای معروف در حوالی این روستا: میرقاز با ارتفاع ۲۱۰۰ متر و کوه جهان گیر ۱۹۹۰ و… که کوه میرقاز به لحاظ شکل ظاهر که یک قسمت آن تحته سنگ بوده مورد توجه کوهنوردان قرار گرفته‌است. 
شغل مردم کشاورزی و دامداری محصولات رایج گندم، جو، نخود، سیب، گردو و زردآلو می‌باشد.
در مرکز این روستا یک قلعه باستانی وجود دارد که نسبت به قلعه‌های اطراف از همه بزرگتر و تاریخی تر است این قلعه یکی از میراث مهم برای مردم این حوالی می‌باشد که باعث جلب توجه مردم و متمایز شدن این روستا نسبت به سایر روستاها شده در ضلع غربی این قلعه دو چشمه در فاصله ۵ متری از یکدیگر وجود دارد که یکی از آن‌ها آشامیدنی و دیگری طبی (آب شور) می‌باشد.
در این روستا قنات‌های نیز وجود دارد (به نام مینه در) که برای سالیان دراز آب قسمت زیادی از روستا را تأمین کرده‌است و قدمت آن مشخص نشده و نقشه چشمه‌های آن به تازگی یافته شده و حفظ شده‌است.

## جمعیت
جمعیت این روستا طبق آخرین آمارهای انجام شده حدود ۲۸۴ نفر می‌باشد.